# Димитрије Поповић (дипломата)
Димитрије Поповић (Београд, 2. фебруар 1866 — Београд, 22. новембар 1940) био је српски дипломата. Припадао је добу српске дипломатије које су називали „златним добом Србије“ (1903—1914).

## Биографија
Рођен је 2. фебруара 1866. у породици која је српској култури дала неколико истакнутих посленика. Премда је међу савременицима био упамћен као успешан дипломата и ауторитативна писац студија из дипломатске историје са одређеним мемоарским елементима, Димитрије Поповић је широј јавности остао у сенци своје славне браће, Богдана Поповића и Павла Поповића, познатих књижевних критичара и професора Београдског универзитета. Њихов отац Јован Поповић, родом из Вуковара, дошао је у Србију крајем педесетих година XIX века, да би у Београду убрзо постао уважен адвокат. Мајка Димитрија Поповића – Савка, била је кћи „полковника и кавалира“ Стефана Марковића, секретара кнеза Милоша. Јован и Савка Поповић имали су осморе деце, а Димитрије је био друго дета, три године млађи од првенца Богдана. Породични амбијент у којем је стасао Димитрије Поповић био је, несумњиво, уоквирен већ чврсто утемељеним мерилима грађанског живота, за разлику од већине осталих угледних породица у Србији које су још увек покушавале да патријархалне обичаје постепено усклађују са европским параметрима грађанског живота.
Основну и средњу школу свршио је у Београду, показујући нарочиту приљежност у учењу немачког и француског језика. Матурирао је 1884. у Првој мушкој гимназији. Четири године касније завршио је Историјско-филолошки одсек Филозофског факултета Велике школе у Београду, али је још као студент, од августа 1885. до марта 1886, у звању практиканта, радио у Министарству иностраних дела. По свршеним студијама у Београду прву следећу школску годину је провео у Бечу где је на Филозофском факултету слушао предавања из историје и филозофије. По повратку у Србији, од октобра 1889. поново ради као практикант у Министарству иностраних послова
Остао је доследан свом раном опредељењу да не улази ни у једну полиитичку странку, премда је његов близак рођак по мајци Андра Николић био један од истакнутих радикалских вођа.
Напредовао је у дипломатској служби релативно брзо и без већих сметњи. Службовао је српским посланствима у Бечу, Паризу, Будимпешти, Трсту, Софији, Цариграду, Петрограду.
Нарочито у Петрограду у неколико наврата имао је прилику да покаже способност вештог и тактичног дипломате. Није допуштао да патриотска осећања и очеливања утичу на његове процене политичке ситуације.
Није га мимоишло превремено пензионисање до којег је, донекле, дошло и због његове начелно постављене дистанције према водећим људима у Народној радикланој странци која је била на власти, због неспремности за одређене уступке који су се тицали комуникације с надређеним министром, као и самог начина диломатског рада.
Уважен као дипломата и национални радник, као историчар и мемоариста, завршавајући своје дипломатске успомене из балканских ратова изненада, 22. новембра 1940, умро у Београду.

## Дела
По свршетку каријере Димитрије Поповић је написао низ мемоарских и историјских дела, сматрајући их логичним заокружењем своје професионалне каријере. Захваљујући њима, дипломатска историја Србије у једном од њених најважнијих раздобља – последњој деценији пред Први светски рат – показује нам се у новој светлости, где се са много нијанси тако карактеристичних за свет високе политике јасно могу пратити и становишта великих сила о различитим аспектима српског питања и ставови званичних кругова у Београду према крупним превирањима на Балкану.
Највећи део својих меомоарских списа, историјских расправа и осврта на савремена питања објавио је у престижном Српском књижевном гласнику, а његове прилоге објављували су, осим високотиражних дневних листова попут Политике, Правде и Новости, и угледни часописи, од Летописа Матице српске, Прегледа и Мисли, до Годишњице Николе Чупића. Од августа 1922. до марта 1932, Поповић је био и стални дописник познатог бостонског листа Christian Science Monitor, у којем је објавио више десетина прилога о збивањима у култури, политичким питањима и свакодневном животу у Краљевини Срба, Хрвата и Словенаца.